# Castle Point
Castle Point este un district nemetropolitan în Regatul Unit, în comitatul Essex din regiunea East, Anglia.

## Orașe din cadrul districtului
- Benfleet
- Canvey Island

1. ↑   https://ons.maps.arcgis.com/home/item.html?id=a79de233ad254a6d9f76298e666abb2b Lipsește sau este vid: |title= (ajutor)